# Chi Lõa ti
Chi Lõa ti (danh pháp khoa học: Gymnema) là một chi thực vật có hoa trong họ Apocynaceae.

## Các loài[4]
1. Gymnema acuminatum - Nepal, bắc Ấn Độ, tây Malaysia.
2. Gymnema albidum – Timor
3. Gymnema albiflorum – Bắc Việt Nam: Lõa ti hoa trắng.
4. Gymnema brevifolium – Australia
5. Gymnema calycinum – Luzon.
6. Gymnema chalmersii – New Guinea
7. Gymnema cumingii – Philippines.
8. Gymnema cuspidatum
9. Gymnema decaisneanum – Tamil Nadu.
10. Gymnema dissitiflorum – W Malaysia
11. Gymnema dunnii – Australia
12. Gymnema elegans – Tamil Nadu
13. Gymnema erianthum – New Caledonia
14. Gymnema foetidum – Vân Nam: Lõa ti thối.
15. Gymnema glabrum – Myanmar
16. Gymnema griffithii – Thái Lan: Lõa ti griffithi.
17. Gymnema hainanense – Hải Nam.
18. Gymnema hirtum – Tây Malaysia
19. Gymnema inodorum – Nam Trung Quốc, Ấn Độ, Đông Nam Á: Lõa ti không mùi, lõa ti nhuộm, dây mỏ, dây thìa canh lá to.
20. Gymnema javanicum – Java.
21. Gymnema khandalense – Maharashtra
22. Gymnema lacei – Myanmar, Bangladesh
23. Gymnema lactiferum – Ấn Độ, Sri Lanka
24. Gymnema latifolium – Nam Trung Quốc, Ấn Độ, Nepal, bắc Đông Dương: Lõa ti lá rộng.
25. Gymnema littorale – Java
26. Gymnema longiretinaculatum – Nam Trung Quốc
27. Gymnema lushaiense – Assam
28. Gymnema macrothyrsa – Sulawesi
29. Gymnema maingayi – Malacca
30. Gymnema mariae – Philippines
31. Gymnema micradenium – Queensland
32. Gymnema molle – Myanmar
33. Gymnema montanum – Ấn Độ
34. Gymnema muelleri – Lãnh thổ Bắc Úc (Australia).
35. Gymnema pachyglossum – Luzon
36. Gymnema piperi – Mindanao
37. Gymnema pleiadenium – Queensland
38. Gymnema recurvifolium – New Guinea
39. Gymnema rotundatum – Sri Lanka
40. Gymnema rufescens – Madagascar
41. Gymnema schlechterianum – Philippines
42. Gymnema spirei – Lào.
43. Gymnema suborbiculare – New Guinea
44. Gymnema sylvestre – Nam Trung Quốc, Lưu Cầu, Đông Nam Á, Ấn Độ, Sri Lanka, châu Phi: Lõa ti rừng, dây thìa canh, dây muôi.
45. Gymnema syringaefolium – Timor
46. Gymnema thorelii – Lào
47. Gymnema tricholepis – New Guinea
48. Gymnema trinerve – Australia
49. Gymnema uncarioides – Luzon.
50. Gymnema yunnanense – Quảng Tây, Vân Nam